# Podobenství (album)
Podobenství je druhé sólové album Pavla Zajíčka, první koncertní, vydané v září 2011 pod značkou Guerilla Records. Album bylo věnováno Janu Steklíkovi, Andreji Stankovičovi, Petru Kabešovi a Milanu Hlavsovi.

## Seznam skladeb
- Část první:
  1. Odhalování
  2. Hodně jsem toho slyšel
  3. Taoistickému malíři Janu S.
  4. Zastavení 1
  5. Zastavení 2
  6. Zastavení 3
  7. Psát básně
  8. Co je to
  9. Krásné nohy
  10. Pozorovatel
- Část druhá:
  1.  Opět ty zvuky zvonů bez příběhu
- Část třetí:
  1.  Potkal jsem v ranních ulicích Prahy Petra K.
- Část čtvrtá:
  1.  Toto je fikce
  2. Toto je fantasmagorie

## Obsazení
- Pavel Zajíček – čtení
- Tomáš Schilla – violoncello
- Tomáš Vtípil – housle
- Michal Koval – baskytara
- Antonín Korb – bicí